# Tét
Tét è una città di 4 113 abitanti situata nella contea di Győr-Moson-Sopron, nell'Ungheria nordoccidentale.